# ليلى بن علي
ليلى الطرابلسي بن علي (24 أكتوبر، 1957)، هي أرملة الرئيس التونسي السابق زين العابدين بن علي، وكانت سيدة تونس الأولى حتى 14 يناير 2011.
ترأست ليلى بن علي منظمة المرأة العربية ومقرها تونس منذ 2009 حتى بداية 2011. وترأست جمعية بسمة الخيرية التي تعمل على تأمين فرص العمل للمعاقين. في يوليو 2010، أسست جمعية سيدة (SAIDA)، للعناية بمرضى السرطان في تونس.
[وفقًا لِمَن؟] [وفقًا لِمَن؟]

## النشأة
ولدت ليلى عام 1957 لعائلة بسيطة. كان والدها بائعاً للخُضر والفواكه الطازجة. لها أربع أشقاء. لما حصلت على الشهادة الابتدائية، التحقت بمدرسة الحلاقة  حيث التقت رجل أعمال يدعى خليل معاوي، وهي في سن الثامنة عشرة، وتزوجت منه قبل أن تطلق منه بعد 3 سنوات.
بفضل معارف زوجها السابق رجل الأعمال خليل معاوي بدأت في مخالطة عالم رجال الأعمال، وعملت ليلى الطرابلسي في تجارة بعض السلع بين تونس وإيطاليا.

## تعرفها على بن علي
أثناء تولّيه مديرية الأمن الوطني تعرّف بن علي على زوجته ليلى طرابلسي، التي كانت مالكة لصالون حلاقة نسائي في تونس. كان بن علي يشرف بنفسه على مداهمات تحصل لمحلات أو أماكن تصل أخبار عنها إلى الأمن، وفي إحدى مداهماته لمحل ليلى طرابلسي، وقع الاثنان في الغرام وقامت بينهما علاقة سريّة استمرت سنوات حتى انتهت بزواج. وعندما عُيّن بن علي ملحقاً عسكرياً في المغرب كانت ليلى تـزوره باستمرار في منفاه القريب، رغم وجود زوجته الأولى نعيمة الكافي وبناته معه في المغرب. حيث كان قد أنجب ثلاثة بنات من زوجته الأولى وهن: غزوة ودرصاف وسيرين.

## سيدة تونس الأولى

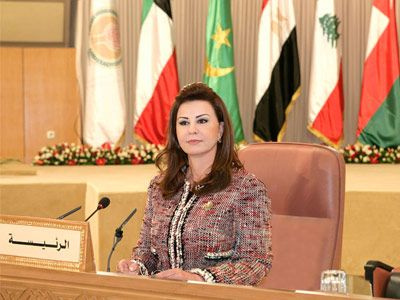
ليلى بن علي ترأس اجتماع منظمة المرأة العربية، نوفمبر 2010.

تزوج بن علي من ليلى الطرابلسي، بعد طلاقه من زوجته الأولى نعيمة، وأنجب منها؛ نسرين، حليمة، ومحمد.
كان لليلى بن علي نشاطات خيرية متعددة منها تأسيسها جمعية بسمة الخيرية التي تعمل على تأمين فرص العمل للمعاقين. وفي يوليو 2010، أسست سيدة SAIDA، للعناية بمرضى السرطان في تونس. كما ترأست منظمة المرأة العربية ومقرها تونس منذ 2009-2011.

### الحاكمة الفعلية لتونس
مارست ليلى بن علي سلطات تعتبر أقوى حتى من تلك التي يخولها الدستور لرئيس الحكومة التونسي. فكان بإمكانها مثلا أن تعين وزيرا أو سفيرا بيدها اليمنى ثم تدفعهما إلى الاستقالة بيدها اليسرى، كما يمكنها أيضا أن تزج بمسؤول ما في السجن وتطلق سراحه بعد لحظات قليلة فقط. بعبارة أخرى، كانت تعتبر أنها تمتلك حق الحياة والموت على جميع التونسيين. وليست ليلى بن علي الوحيدة التي تملك مثل هذا الحق؛ فأقاربها وعائلتها استفادوا هم أيضا من نفوذها داخل النظام السياسي. ومن أبرز العائلات التي تسيطر على ثروات البلاد، عائلة الطرابلسي وعائلة الماطري اللتان إمتلكتا العديد من الشركات في قطاعات شتى ومحلات تجارية ومدارس خاصة وعمارات في أحياء تونس الراقية.

### سمات فارقة
تشير أصابع الاتهام إلى ليلى الطرابلسي حول تسريب موقع وتحركات خليل الوزير إلى إسرائيل، مما مكن من اغتياله في 1988.
بعد مذابح التخلص من الإسلاميين التي قام بها زين العابدين بن علي، بدأت ليلى الطرابلسي تقديم صيغة إسلامية مغموسة ومشبوهة، عبر إنشاء إذاعة الزيتونة للقرآن الكريم ومصرف الزيتونة الإسلامي، تملكهما ابنتها نسرين وزوجها صخر الماطري، قبل أن تقوم الدولة بمصادرتهما بعد الثورة.

## الفساد

### آل الطرابلسي وآل بن علي واقتسام الثروات
في السنوات التي تلت وصول بن علي إلى الحكم، كدس المقربون من النظام ثروات هائلة، لكن لا أحد بسط هيمنته كلية على هذه الثروات. غير أن المواجهة ما لبثت أن اندلعت بينها وبين كمال لطيف، الذي عارض زواج بن علي بها. غير أنها نجحت في إلحاق الهزيمة بكمال لطيف.
ابتداء من 1996 أينعت شراهة عشيرة ليلى الطرابلسي، إذ أسس أخوها بلحسن الطرابلسي شركة «قرطاج للطيران»، التابعة «لمجموعة كارتاقو» التي يملكها، والتي حولها إلى محور تجاري للعائلة. فما من أحد من أقارب ليلى إلا واستحوذ على قطاع من قطاعات اقتصاد البلاد. يستعرض كتاب حاكمة قصر قرطاج. يد مبسوطة على تونس ما يسميه «شراهة حلف الطرابلسي»، والاغتناء السريع للإخوة والأخوات، والفضائح التي تسبب فيها البعض مثل عماد طرابلسي، الذي سرق يختا بقيمة 1.5 مليون يورو من ميناء بونيفاسيو بكورسيكا.
أمام اتساع مصالح عائلة ليلى في مختلف نواحي الاقتصاد التونسي، حاول بن علي أن يلعب دور الحكم المغلوب على أمره.
ضربت شبكة أقربائها والمقربين منها خيوطاً عنكبوتية حول كل القطاعات كالهاتف الخلوي والبنوك والتعليم الحر حتى بدأت الطبقة الوسطى تشعر بالإنهاك وبدأت الرياح تدور في اتجاه غير الذي يشتهيه نظام بن علي.

### برقية ويكيليكس
حسب أحد البرقيات المسربة من السفارة الأمريكية في تونس عن طريق ويكيليكس، كان هناك تقسيم جغرافي للإقطاعيّات بين آل بن علي وآل الطرابلسي، حيث ركّزت عصابة بن علي على منطقة الوسط الساحلي، بينما تتمركز عمليّات عصابة الطرابلسي حول تونس الكبرى وبالتّالي حازت على النصيب الأكثر من الأقاويل.

## خطتها للإستيلاء على الحكم في 2013
أوردت صحيفة لو موند الفرنسية خطة كان يعد لها لتولي ليلى الطرابلسي مقاليد الحكم مطيحة بزوجها في بداية عام 2013، خلال سيناريو يشمل الإعلان عن استقالة الرئيس لأسباب صحية والدعوة لانتخابات عامة تتوج بفوز ليلى، التي سيكون الحزب الحاكم قد رشحها بعد أن نظم مسيرة مليونية بتونس العاصمة تطالب بذلك. المؤامرة كانت تحاك داخل قصر قرطاج حتى قبل انطلاق شرارة الثورة للإطاحة ببن علي. وتكشف في هذا الإطار عن مشاجرة قوية وقعت بين بن علي وزوجته في شهر سبتمبر 2010، أصبح بعدها أخوها بلحسن وابن أخيها عماد يتواجدان في القصر بشكل متزايد، ومعهم سليم شيبوب -وهو زوج درصاف ابنة بن علي من زوجته الأولى.

## في أعقاب الثورة التونسية
يروي الاقتصادي التونسي المنصف شيخ روحه أنه في يوم 13 يناير 2011، اليوم السابق لفرار بن علي في أعقاب الاحتجاجات الشعبية، ذهبت ليلى بن علي إلى البنك المركزي التونسي وطلبت أخذ 1.5 طن من الذهب من الاحتياطي الذهبي للبلاد. فرفض رئيس البنك المركزي، مما دعاها للاتصال بزوجها الرئيس، الذي أمر رئيس البنك باعطائها الذهب.
في 17 فبراير 2011 هددت ليلى بن علي بحرق البلاد إن لم يتم الإفراج عن ابن شقيقها عماد الطرابلسي أو تسليمه على الأقل إلى الإنتربول ومن ثم إلى السلطات الفرنسية على خلفية الحكم الصادر ضده في قضية اليخت وبرقية الجلب الدولية التي تبعته. وهي المناورة التي اكتشفت في وقتها والتي هدفت من خلالها إلى منع القضاء التونسي من استنطاق عماد الطرابلسي، والاستماع إلى أقواله وشهادته في النظام الفاسد باعتباره واحد من محركيه المهمين وخاصة معلومات تتعلق بسيطرة شقيقته، إذ من الممكن أن يدلي بمعلومات خطيرة تخص هيمنة زوجة الرئيس المخلوع على كل أمور البلاد والعباد. وحسب الصحافة التونسية فإن اكتشاف السلطات العسكرية التونسية للمكالمة، وكشف المخطط، دفع بليلى الطرابلسي إلى تنفيذ جزء من تهديدها تمثل في المهاجمة وأعمال العنف التي شهدتها المعاهد وخاصة ما حدث في مدينة الكاف يومي 5 و6 فبرير 2011.
في 20 يونيو 2011، قضت محكمة تونسية غيابيا، بسجن بن على وزوجته ليلى طرابلسي لمدة 35 عاما لكل منهما، بعد إدانتهما بالنهب والحيازة غير المشروعة لمبلغ نقدى ومجوهرات، وغرامة قيمتها 91 مليون دينار تونسي (65.6 مليون دولار).

## حاكمة قصر قرطاج
في أكتوبر 2009، صدر كتاب "حاكمة قرطاج: الاستيلاء على تونس لـ"نيكولا بو" و"كاترين كراسيه" عن دار "لاديكوفارت" في فرنسا، تناول فيه المؤلفان ما سمياه هيمنة زوجة الرئيس التونسي زين العابدين بن علي على مقاليد السلطة في البلاد. وتحدث المؤلفان في الكتاب المحظور بيعه في تونس عن سيطرة عائلة ليلى الطرابلسي وعائلة الماطري على زمام الأمور في كثير من مناحي الحياة بعد أن توعكت صحة الرئيس. وقال مراسل الجزيرة في باريس نور الدين بوزيان إن كتاب "حاكمة قرطاج.. الاستيلاء على تونس" يتحدث عن قيام ليلى بن علي بتسيير أمور البلاد وأنها نصبت أفراداً من عائلتها في مناصب حساسة بتونس.

## قيل عنها
يُعرف عن ليلى الطرابلسي إصرارها على أن يلقّبها الإعلام بالسيدة الفاضلة وسيدة تونس الأولى، بينما يطلق عليها التونسيون «الحجّأمة»، (الحلّاقة باللهجة التونسية)، ليس للإشارة إلى مهنتها القديمة، بل للتعبير عن استخفافهم بها. كان التونسيون لا يكادون يمرون على ذكرها قبل أن تصبح سيدة قرطاج، وتبدأ بالظهور العلني المصحوب بهالة كأنما هي سلامبو، سليلة المجد الفينيقي. سلامبو كانت سيدة قرطاج في القرن الثالث قبل الميلاد، التي خلّدها جوستاف فلوبير برواية تعد أحد كلاسيكيات اللغة الفرنسية.